# John Blumsky
John Patrick Cyril Blumsky (c.1930 - 1 de agosto de 2013) fue un periodista y locutor de Nueva Zelanda, más conocido por su cobertura del desastre Erebus en 1979.

## Biografía
Blumsky fue educado en Nelson Colegio entre 1943 a 1945. Antes de pasar al periodismo, trabajó como vendedor de seguros.
A principios de 1960, Blumsky era un locutor de la estación de 2XN en Nelson. También fue un miembro activo de la Nelson Operatic Society en ese momento. Fue un miembro del grupo de skiffle de Johnny Shearer, al lado de Cliff Whiting, en el año 1961.
A finales de 1962, Blumsky fue trasladado por la Nueva Zelanda de Broadcasting Corporation a Dunedin, donde trabajó en la radio y televisión de reciente creación, DNTV2. En Dunedin, Blumsky continuó su participación en el teatro de aficionados, actuando como el Dr Lomas en la Southern Comedy Players de 1963, producción de The Pohutukawa Tree, dirigida por el autor de la obra, Bruce Mason.
Blumsky fue candidato al Parlamento de Nueva Zelanda en las elecciones generales de 1972 sin éxito, para el Partido Nacional contra Tom McGuigan en el electorado Lyttelton. Su hijo, Mark Blumsky, más tarde se convirtió en alcalde de Wellington y miembro del Partido Nacional del Parlamento.
Tras el accidente de un Air New Zealand DC-10 en Monte Erebus, el 28 de noviembre de 1979, Blumsky ganó prominencia como el único periodista de televisión enviado a la Antártida para cubrir el desastre para los medios del mundo. También fue uno de los pioneros de radio de intercomunicación en Nueva Zelanda. En diciembre de 1997, fue parte del noticiero radial Newstalk ZB, que él coorganizó con Mike Minehan.
En los Honores del Cumpleaños de la Reina 2001 fue galardonado con la Medalla de Servicio de la Reina de los servicios públicos.
Murió en Christchurch en 2013.